# Dathomir
A Dathomir a Csillagok háborúja elképzelt univerzumának egyik bolygója.

## Leírása
A Középső Peremben levő Quelii szektorban, azon belül pedig a Dathomir rendszerben található meg. A Domir csillag tíz bolygója közül a negyedik; körülötte pedig 4 hold kering. A holdak közül említésre méltó a negyedik, a Koratas, mivel a Galaktikus Birodalomnak nagy bányái voltak itt. A bolygó 24 óra alatt fordul körbe tengelye körül, éppúgy, mint a Földünk, azonban egy év 491 napig tart. Légköre lélegezhető. Átmérője 10 460 kilométer. A gravitációja kisebb, mint az átlagé, a standard gravitációnak a 90 százalékát éri el. A Dathomir valamivel kisebb, mint a Coruscant.
Az éghajlata főleg mérsékelt övi, a hegyekben és a sarkvidékeken azonban hideg. A bolygón három kontinens található. A kontinenseket erdők, sivatagok, hatalmas szavannák, tavak, kátránymezők, kanyonok, tűzhányók és hegyek borítják. A sarkvidékeken és a hegyeken jégsapkák, illetve gleccserek vannak, emiatt a kontinenseken nagy és erős folyók is találhatók. A kontinenseket egy nagy óceán veszi körül. A szárazföldek legnagyobb része felfedezetlen és lakatlan. Az értelmes lények csak az egyik kontinens part menti részén telepedtek le.
A bolygón két nyelvet beszélnek, a galaktikus közös nyelvet és a paeciai nyelvet.

## Élővilága
Az értelmes élőlényeknek a 90 százalékát a bevándorolt emberek alkotják. Egyéb bevándorlók a zabrakok, a Yuuzhan Vongok és azok rabszolgái, a chazrachok. Őshonos népek a kwák és a kwik. A bevándorló zabrakok és emberek keresztezéséből létrejött egy új őshonos nép, az úgynevezett dathomiriak. A híres Éjnővérek a dathomiriak egyik szektájának számítanak.
A nagy élőhely változatosság miatt számos őshonos faj alakult itt ki. Említésre méltók: baz nitch, bolma, brackaset, burra hal, drebbin, csőrös pók (Gaping spider), horse, kamurith, kodashi vipera, malkloc, purbole, rancor, rhoa kwi, sarlakk, repülő hüllő (Saurian flier), ssurian, verne és whuffaféreg.

## Történelme
A Dathomir bolygót az ősi időkben a hüllőszerű kwák lakták. Fejlett technológiájuk segítségével létrehozták a Végtelen Kaput (Infinity Gate), ami csillagközi teleportálást tett lehetővé. A Végtelen Kapu ugyanakkor egy hihetetlen energiájú fegyverként is használható volt, amivel egész csillagrendszereket lehetett megsemmisíteni. Amikor a kwá kultúra lehanyatlott, az őslakosokból kialakultak a fél-értelmes, két lábon járó kwik, akik a sivatagban éltek, és magukat „a kék sivatag népének” tartották.
Az első emberek akkor érkeztek a bolygóra, amikor néhány illegális fegyverkereskedőt a jedi lovagok erre a bolygóra száműztek. Néhány generációval később egy Allya nevű jedit is erre a bolygóra száműztek. Allya elkezdte tanítani az őslakosokat az Erő használatára, akik végül a vad rancorokat is képesek voltak megszelídíteni. A Sith rend megsemmisítése előtt a Dathomir volt a helyszíne egy Sith kiképző akadémiának.
Közel 400 évvel a Yavini csata előtt a mintegy 2 kilométer hosszú jedi akadémiai hajó, a Chu'unthor a Dathomir egyik kátránytavába zuhant. A hajó kivizsgálására küldött jediket a helyi boszorkányok (akik addigra képesek voltak az Erő használatára), visszaverték. Különböző boszorkány-klánok alakultak (Singing Mountain, Frenzied River, Misty Falls). A társadalom matriarchális volt, amiben a férfiakat rabszolgaként tartották.
A Nabooi csata után Quinlan Vos jedi-lovag érkezett a bolygóra a Végtelen Kapu létezésének kivizsgálására. Ebbe egy Zalem nevű klánfőnök is beleavatkozott, aki a Végtelen Kaput a Coruscant bolygó megsemmisítésére akarta használni. Vosnak ezt sikerült megakadályoznia. A Jedi tanács elrendelte a bolygó földrajzi helyzetének titkosítását, nehogy a titok rossz kezekbe kerüljön.
A Birodalmi Erők a Dathomir bolygón hajógyártó üzemeket és büntetőkolóniát hoztak létre. Amikor Palpatine császár tudomást szerzett az Éjnővérek akkori vezetője, Gethzerion hatalmáról, elrendelte a börtön összes űrhajójának megsemmisítését, hogy a vezető szökését megakadályozza. A bolygón rekedt birodalmiakat azonban ekkor Gethzerion és más Éjnővérek rabszolgasorba vetették.
Az Endori csata után négy évvel Han Solo elnyerte a bolygót egy kártyajátékban Omogg hadúrtól. Tizenöt évvel a csata után az Éjnővérek új rendje alakult ki a Nagy Kanyonban. Ezt a klánt Luke Skywalker egykori tanítványa, Brakiss alapította. Ekkor már a férfiakat egyenrangúként kezelték. Innen küldték a legjobb Erő tanítványokat a birodalom Árnyékakadémiájára.
A Yuuzhan Vongok inváziója során a Dathomir az első bolygók között volt, amik idegen uralom alá kerültek.

## Települések
A Dathomiron a legfőbb települések az Aurilia, a Tudományos Külállomás (Science Outpost), a Vásár Külállomás (Trade Outpost) és a Kék sivatag város (Blue Desert City).

## Megjelenése a könyvekben, filmekben és videojátékokban
A Dathomir először Dave Wolverton Szökevények című 1994-es regényében szerepel, de megjelenik a „Star Wars: A klónok háborúja” című televíziós sorozat több részében is szerepel, ezenkívül videojátékokban is látható.

## Fordítás
- Ez a szócikk részben vagy egészben a Dathomir című Wookieepedia-szócikk fordítása. Az eredeti cikk szerkesztőit annak laptörténete sorolja fel.